# Zavār Maḩalleh
Zavār Maḩalleh (persiska: زَوار مَحَلِّه) är en ort i Iran.   Den ligger i provinsen Mazandaran, i den norra delen av landet, 180 km nordost om huvudstaden Teheran. Antalet invånare är 264.
Terrängen runt Zavār Maḩalleh är platt. Runt Zavār Maḩalleh är det ganska tätbefolkat, med 111 invånare per kvadratkilometer. Närmaste större samhälle är Sari, 8,1 km söder om Zavār Maḩalleh. Runt Zavār Maḩalleh är det i huvudsak tätbebyggt.